# يو إف سي ليلة القتال: بدر ضد نوغيرا 2
يو إف سي ليلة القتال: بدر ضد نوغيرا 2 (بالإنجليزية: UFC Fight Night: Bader vs. Nogueira 2)‏ هو حدث لفنون القتال المختلطة نظمته يو إف سي، أُقيم في 19 نوفمبر 2016، على جيناسيو دو إيبيرابويرا في ساو باولو، البرازيل.